# 古海星
古海星（學名：Palastericus），又名原始海星，是一屬已滅絕的海星，其化石主要分布在德國。這種海星有五條短小的帶狀腕，除了步帶溝和口的小骨以外，全部小骨均很小且不顯眼。牠們的身體覆蓋著短小纖細的棘。古海星以小型海生動物或沉積物中的有機質為食。